# Eucereon strix
Eucereon strix là một loài bướm đêm thuộc phân họ Arctiinae, họ Erebidae.